# Olympische Sommerspiele 1980/Teilnehmer (Ungarn)
| Gelbes Symbol für Goldmedaillen mit stilisierten Olympischen Ringen | Graues Symbol für Silbermedaillen mit stilisierten Olympischen Ringen | Braundes Symbol für Bronzemedaillen mit stilisierten Olympischen Ringen |
| ------------------------------------------------------------------- | --------------------------------------------------------------------- | ----------------------------------------------------------------------- |
| 7                                                                   | 10                                                                    | 15                                                                      |

Ungarn nahm an den Olympischen Sommerspielen 1980 in Moskau mit einer Delegation von 263 Athleten (182 Männer und 81 Frauen) an 151 Wettkämpfen in 21 Sportarten teil.
Die ungarischen Sportler gewannen sieben Gold-, zehn Silber- und 15 Bronzemedaillen. Im Medaillenspiegel der Spiele platzierte sich Ungarn damit auf dem sechsten Platz. Olympiasieger wurden der Sportschütze Károly Varga im Liegend-Anschlag mit dem Kleinkalibergewehr, der Schwimmer Sándor Wladár über 200 Meter Rücken, der Turner Zoltán Magyar am Seitpferd, der Gewichtheber Péter Baczakó im Mittelschwergewicht, die Ringer Ferenc Kocsis im Weltergewicht und Norbert Növényi im Halbschwergewicht des griechisch-römischen Stils sowie die Kanuten László Foltán und István Vaskuti im Zweier-Canadier über 500 Meter. Fahnenträger bei der Eröffnungsfeier war der Wasserballspieler István Szívós junior.

## Teilnehmer nach Sportarten

### Basketball
Frauen
- 4. Platz
Györgyi Vertetics
Katalin Szuchy
Erzsébet Szentesi
Ágnes Németh
Judit Medgyesi
Ilona Lőrincz
Ilona Kovács
Lenke Jacsó-Kiss
Magdolna Gulyás
Ildikó Gulyás
Éva Gulyás
Zsuzsa Boksay

### Bogenschießen
Männer
- Béla Nagy
Einzel: 5. Platz

- István Balázs
Einzel: 28. Platz

Frauen
- Judit Kovács
Einzel: 12. Platz

- Margit Szobi
Einzel: 21. Platz

### Boxen
- György Gedó
Halbfliegengewicht: im Viertelfinale ausgeschieden

- János Váradi
Fliegengewicht: Bronze

- Sándor Farkas
Bantamgewicht: in der 1. Runde ausgeschieden

- Róbert Gönczi
Federgewicht: in der 1. Runde ausgeschieden

- Tibor Dezamits
Leichtgewicht: im Achtelfinale ausgeschieden

- Imre Bácskai
Halbweltergewicht: im Achtelfinale ausgeschieden

- Imre Csjef
Weltergewicht: in der 1. Runde ausgeschieden

- Csaba Kuzma
Halbschwergewicht: im Achtelfinale ausgeschieden

- István Lévai
Schwergewicht: Bronze

### Fechten
Männer
- István Szelei
Florett: 7. Platz
Florett Mannschaft: 6. Platz

- László Demény
Florett: 24. Platz
Florett Mannschaft: 6. Platz

- András Papp
Florett: 26. Platz
Florett Mannschaft: 6. Platz

- Ernő Kolczonay
Degen: Silber 
Florett Mannschaft: 6. Platz
Degen Mannschaft: 8. Platz

- Jenő Pap
Florett Mannschaft: 6. Platz
Degen Mannschaft: 8. Platz

- István Osztrics
Degen: 9. Platz
Degen Mannschaft: 8. Platz

- László Pető
Degen: 13. Platz
Degen Mannschaft: 8. Platz

- Péter Takács
Degen Mannschaft: 8. Platz

- Imre Gedővári
Säbel: Silber 
Säbel Mannschaft: Bronze

- Pál Gerevich
Säbel: 9. Platz
Säbel Mannschaft: Bronze

- György Nébald
Säbel: 13. Platz
Säbel Mannschaft: Bronze

- Rudolf Nébald
Säbel Mannschaft: Bronze

- Ferenc Hammang
Säbel Mannschaft: Bronze

Frauen
- Magda Maros
Florett: Silber 
Florett Mannschaft: Bronze

- Gertrúd Stefanek
Florett: 26. Platz
Florett Mannschaft: Bronze

- Ildikó Schwarczenberger
Florett: 9. Platz
Florett Mannschaft: Bronze

- Edit Kovács
Florett Mannschaft: Bronze

- Zsuzsanna Szőcs
Florett Mannschaft: Bronze

### Gewichtheben
- Béla Oláh
Fliegengewicht: 4. Platz

- Ferenc Hornyák
Fliegengewicht: 6. Platz

- Imre Stefanovics
Bantamgewicht: 6. Platz

- György Kőszegi
Bantamgewicht: Wettkampf nicht beendet

- Bertalan Mandzák
Halbschwergewicht: Wettkampf nicht beendet

- Péter Baczakó
Mittelschwergewicht: Gold

- Ferenc Antalovics
Mittelschwergewicht: Wettkampf nicht beendet

- János Sólyomvári
1. Schwergewicht: 5. Platz

- László Varga
1. Schwergewicht: 8. Platz

- György Szalai
2. Schwergewicht: Bronze

### Handball
Männer
- 4. Platz
Béla Bartalos
János Fodor
Ernő Gubányi
László Jánovszki
Alpár Jegenyés
József Kenyeres
Zsolt Kontra
Péter Kovács
Miklós Kovacsics
Ambrus Lele
Árpád Pál
László Szabó
István Szilágyi
Sándor Vass

Frauen
- 4. Platz
Éva Angyal
Erzsébet Balogh
Mária Berzsenyi
Klára Bonyhádi
Piroska Budai
Erzsébet Csajbókné Németh
Éva Csulik
Marianna Nagy-Gódor
Klára Horváth-Csik
Györgyi Őri-Győrvári
Ilona Samus-Mihályka
Amália Sterbinszky
Rozália Tomann-Lelkes
Mária Vanya-Vadász

### Judo
- Tibor Kincses
Superleichtgewicht: Bronze

- Imre Gelencsér
Halbleichtgewicht: in der 1. Runde ausgeschieden

- Károly Molnár
Leichtgewicht: im Achtelfinale ausgeschieden

- János Gyáni
Halbmittelgewicht: in der 1. Runde ausgeschieden

- Endre Kiss
Mittelgewicht: in der 1. Runde ausgeschieden

- István Szepesi
Halbschwergewicht: 5. Platz

- Imre Varga
Schwergewicht: im Viertelfinale ausgeschieden

- András Ozsvár
Offene Klasse: Bronze

### Kanu
Männer
- Zoltán Sztanity
Einer-Kajak 500 m: 9. Platz
Vierer-Kajak 1000 m: 5. Platz

- István Joós
Einer-Kajak 1000 m: im Halbfinale ausgeschieden
Zweier-Kajak 1000 m: Silber

- László Szabó
Zweier-Kajak 500 m: 8. Platz

- Zoltán Romhányi
Zweier-Kajak 500 m: 8. Platz

- István Szabó
Zweier-Kajak 1000 m: Silber

- János Rátkai
Vierer-Kajak 1000 m: 5. Platz

- József Kosztyán
Vierer-Kajak 1000 m: 5. Platz

- József Deme
Vierer-Kajak 1000 m: 5. Platz

- Tamás Wichmann
Einer-Canadier 500 m: 4. Platz
Einer-Canadier 1000 m: 9. Platz

- István Vaskuti
Zweier-Canadier 500 m: Gold

- László Foltán
Zweier-Canadier 500 m: Gold

- Oszkár Frey
Zweier-Canadier 1000 m: 8. Platz

- Tamás Buday
Zweier-Canadier 1000 m: 8. Platz

Frauen
- Katalin Povázsán
Einer-Kajak 500 m: 7. Platz

- Mária Zakariás
Zweier-Kajak 500 m: Bronze

- Éva Rakusz
Zweier-Kajak 500 m: Bronze

### Leichtathletik
Männer
- István Nagy
100 m: im Vorlauf ausgeschieden
200 m: im Viertelfinale ausgeschieden
4-mal-100-Meter-Staffel: im Vorlauf ausgeschieden

- István Tatár
100 m: im Vorlauf ausgeschieden
4-mal-100-Meter-Staffel: im Vorlauf ausgeschieden

- Ferenc Kiss
200 m: im Halbfinale ausgeschieden
4-mal-100-Meter-Staffel: im Vorlauf ausgeschieden

- András Paróczai
800 m: im Halbfinale ausgeschieden

- Ferenc Szekeres
Marathon: 12. Platz

- József Szalai
400 m Hürden: im Halbfinale ausgeschieden

- László Babály senior
4-mal-100-Meter-Staffel: im Vorlauf ausgeschieden

- János Szálas
20 km Gehen: 12. Platz

- László Sátor
50 km Gehen: 9. Platz

- Zoltán Társi
Hochsprung: 19. Platz

- István Gibicsár
Hochsprung: 23. Platz

- László Szalma
Weitsprung: 4. Platz

- Béla Bakosi
Weitsprung: 25. Platz
Dreisprung: 7. Platz

- Miklós Németh
Speerwurf: 8. Platz

- Ferenc Paragi
Speerwurf: 10. Platz

Frauen
- Irén Orosz-Árva
200 m: im Halbfinale ausgeschieden
4-mal-400-Meter-Staffel: 5. Platz

- Ilona Pál
400 m: im Halbfinale ausgeschieden
4-mal-400-Meter-Staffel: 5. Platz

- Judit Forgács
400 m: im Vorlauf ausgeschieden
4-mal-400-Meter-Staffel: 5. Platz

- Xénia Siska
100 m Hürden: im Halbfinale ausgeschieden

- Éva Tóth
4-mal-400-Meter-Staffel: 5. Platz

- Ibolya Petrika
4-mal-400-Meter-Staffel: 5. Platz

- Andrea Mátay
Hochsprung: 10. Platz

- Mária Pap
Weitsprung: 14. Platz

- Margit Papp
Weitsprung: 16. Platz
Fünfkampf: 5. Platz

- Ágnes Herczegh
Diskuswurf: 12. Platz

- Katalin Csőke
Diskuswurf: 14. Platz

- Mária Janák
Speerwurf: 13. Platz

### Moderner Fünfkampf
- Tamás Szombathelyi
Einzel: Silber 
Mannschaft: Silber

- Tibor Maracskó
Einzel: 5. Platz
Mannschaft: Silber

- László Horváth
Einzel: 19. Platz
Mannschaft: Silber

### Radsport
- András Takács
Straßenrennen: 28. Platz
Mannschaftszeitfahren: 17. Platz

- Zoltán Halász
Straßenrennen: 40. Platz
Mannschaftszeitfahren: 17. Platz

- György Szuromi
Straßenrennen: 51. Platz

- László Halász
Straßenrennen: 52. Platz
Mannschaftszeitfahren: 17. Platz

- Tamás Csathó
Mannschaftszeitfahren: 17. Platz

- László Morcz
Bahn Sprint: im Vorlauf ausgeschieden

- Ervin Dér
Bahn 4000 m Mannschaftsverfolgung: 12. Platz

- Csaba Pálinkás
Bahn 4000 m Mannschaftsverfolgung: 12. Platz

- Zsigmond Sarkadi Nagy
Bahn 4000 m Mannschaftsverfolgung: 12. Platz

- Gábor Szűcs
Bahn 4000 m Mannschaftsverfolgung: 12. Platz

### Reiten
- Barnabás Hevesy
Springreiten: 7. Platz
Springreiten Mannschaft: 4. Platz

- Ferenc Krucsó
Springreiten: 14. Platz
Springreiten Mannschaft: 4. Platz

- József Varró
Springreiten Mannschaft: 4. Platz

- András Balogi
Springreiten Mannschaft: 4. Platz

- László Cseresnyés
Vielseitigkeit: 14. Platz
Vielseitigkeit Mannschaft: 4. Platz

- István Grózner
Vielseitigkeit: 16. Platz
Vielseitigkeit Mannschaft: 4. Platz

- Zoltán Horváth
Vielseitigkeit: 17. Platz
Vielseitigkeit Mannschaft: 4. Platz

- Mihály Oláh
Vielseitigkeit: ausgeschieden
Vielseitigkeit Mannschaft: 4. Platz

### Ringen
- Ferenc Seres
Papiergewicht, griechisch-römisch: Bronze

- Lajos Rácz
Fliegengewicht, griechisch-römisch: Silber

- Gyula Molnár
Bantamgewicht, griechisch-römisch: 7. Platz

- István Tóth
Federgewicht, griechisch-römisch: Silber

- Károly Gaál
Leichtgewicht, griechisch-römisch: 8. Platz

- Ferenc Kocsis
Weltergewicht, griechisch-römisch: Gold

- Mihály Toma
Mittelgewicht, griechisch-römisch: 6. Platz

- Norbert Növényi
Halbschwergewicht, griechisch-römisch: Gold

- Tamás Gáspár
Schwergewicht, griechisch-römisch: 9. Platz

- József Farkas
Superschwergewicht, griechisch-römisch: 4. Platz

- László Bíró
Papiergewicht, Freistil: 6. Platz

- Lajos Szabó
Fliegengewicht, Freistil: 4. Platz

- Sándor Németh
Bantamgewicht, Freistil: 8. Platz

- Zoltán Szalontai
Federgewicht, Freistil: 8. Platz

- János Kocsis
Leichtgewicht, Freistil: in der 3. Runde ausgeschieden

- István Fehér
Weltergewicht, Freistil: 7. Platz

- István Kovács
Mittelgewicht, Freistil: Bronze

- Antal Bodó
Schwergewicht, Freistil: in der 3. Runde ausgeschieden

- József Balla
Superschwergewicht, Freistil: Silber

### Rudern
Männer
- Lajos Ódor
Einer: 9. Platz

- Péter Tóvári
Achter mit Steuermann: 7. Platz

- Attila Strochmayer
Achter mit Steuermann: 7. Platz

- Zoltán Sztárcsevics
Achter mit Steuermann: 7. Platz

- Kálmán Toronyi
Achter mit Steuermann: 7. Platz

- Miklós Bálint
Achter mit Steuermann: 7. Platz

- Ferenc Kiss
Achter mit Steuermann: 7. Platz

- László Kiss
Achter mit Steuermann: 7. Platz

- András Kormos
Achter mit Steuermann: 7. Platz

- Róbert Sass
Achter mit Steuermann: 7. Platz

Frauen
- Mariann Ambrus
Einer: 8. Platz

- Ilona Bata
Doppelzweier: 6. Platz

- Klára Langhoffer-Pétervári
Doppelzweier: 6. Platz

- Teréz Bednarik
Zweier ohne Steuerfrau: 6. Platz

- Éva Molnár
Zweier ohne Steuerfrau: 6. Platz

- Valéria Gyimesi
Doppelvierer mit Steuerfrau: 7. Platz

- Judit Kéri-Novák
Doppelvierer mit Steuerfrau: 7. Platz

- Kamilla Kosztolányi
Doppelvierer mit Steuerfrau: 7. Platz

- Erzsébet Nagy
Doppelvierer mit Steuerfrau: 7. Platz

- Katalin Pál-Ribáry
Doppelvierer mit Steuerfrau: 7. Platz

### Schießen
- László Orbán
Schnellfeuerpistole 25 m: 10. Platz

- Gábor Plank
Schnellfeuerpistole 25 m: 30. Platz

- Lajos Nagy
Freie Pistole 50 m: 13. Platz

- Rudolf Seres
Freie Pistole 50 m: 21. Platz

- István Mátrai
Kleinkalibergewehr Dreistellungskampf 50 m: 10. Platz

- Éva Fórián
Kleinkalibergewehr Dreistellungskampf 50 m: 11. Platz

- Károly Varga
Kleinkalibergewehr liegend 50 m: Gold

- Ferenc Szilágyi
Kleinkalibergewehr liegend 50 m: 18. Platz

- András Doleschall
Laufende Scheibe 50 m: 4. Platz

- Tibor Bodnár
Laufende Scheibe 50 m: 5. Platz

- István Putz
Trap: 9. Platz

- László Ludmann
Trap: 14. Platz

- István Talabos
Skeet: 11. Platz

- Tibor Gosztola
Skeet: 23. Platz

### Schwimmen
Männer
- Gábor Mészáros
100 m Freistil: im Vorlauf ausgeschieden
100 m Schmetterling: im Halbfinale ausgeschieden
200 m Schmetterling: im Vorlauf ausgeschieden
4-mal-100-Meter-Lagen-Staffel: 6. Platz

- Sándor Nagy
400 m Freistil: 6. Platz
1500 m Freistil: im Vorlauf ausgeschieden

- Zoltán Wladár
400 m Freistil: im Vorlauf ausgeschieden
1500 m Freistil: 7. Platz

- Sándor Wladár
100 m Rücken: 5. Platz
200 m Rücken: Gold 
4-mal-100-Meter-Lagen-Staffel: 6. Platz

- Zoltán Verrasztó
100 m Rücken: im Halbfinale ausgeschieden
200 m Rücken: Silber 
400 m Lagen: Bronze 
4-mal-100-Meter-Lagen-Staffel: 6. Platz

- Róbert Rudolf
100 m Rücken: im Vorlauf ausgeschieden
200 m Rücken: im Vorlauf ausgeschieden

- János Dzvonyár
100 m Brust: 5. Platz
200 m Brust: im Vorlauf ausgeschieden
4-mal-100-Meter-Lagen-Staffel: 6. Platz

- Albán Vermes
100 m Brust: Finallauf nicht beendet
200 m Brust: Silber

- András Hargitay
400 m Lagen: 4. Platz

- Csaba Sós
400 m Lagen: im Vorlauf ausgeschieden

Frauen
- Ágnes Fodor
100 m Rücken: im Vorlauf ausgeschieden
200 m Rücken: im Vorlauf ausgeschieden

- Gabriella Kindl
100 m Brust: im Vorlauf ausgeschieden
200 m Brust: im Vorlauf ausgeschieden

- Éva Miklósfalvy
100 m Schmetterling: im Vorlauf ausgeschieden
200 m Schmetterling: im Vorlauf ausgeschieden

### Segeln
- István Ruják
Finn-Dinghy: 9. Platz

- György Fundák
470er-Jolle: 11. Platz

- Gábor Zalai
470er-Jolle: 11. Platz

- Tamás Holovits
Star: 10. Platz

- György Holovits
Star: 10. Platz

- Szabólcs Detre
Flying Dutchman: Bronze

- Zsolt Detre
Flying Dutchman: Bronze

### Turnen
Männer
- Zoltán Magyar
Einzelmehrkampf: 9. Platz
Boden: 13. Platz
Pferdsprung: 15. Platz
Barren: 14. Platz
Reck: 17. Platz
Ringe: 21. Platz
Seitpferd: Gold 
Mannschaftsmehrkampf: Bronze

- Péter Kovács
Einzelmehrkampf: 11. Platz
Boden: 5. Platz
Pferdsprung: 25. Platz
Barren: 36. Platz
Reck: 17. Platz
Ringe: 25. Platz
Seitpferd: 24. Platz
Mannschaftsmehrkampf: Bronze

- Ferenc Donáth
Einzelmehrkampf: 12. Platz
Boden: 15. Platz
Pferdsprung: 21. Platz
Barren: 14. Platz
Reck: 11. Platz
Ringe: 13. Platz
Seitpferd: 6. Platz
Mannschaftsmehrkampf: Bronze

- György Guczoghy
Einzelmehrkampf: 21. Platz
Boden: 24. Platz
Pferdsprung: 46. Platz
Barren: 28. Platz
Reck: 17. Platz
Ringe: 34. Platz
Seitpferd: 13. Platz
Mannschaftsmehrkampf: Bronze

- István Vámos
Einzelmehrkampf: 27. Platz
Boden: 15. Platz
Pferdsprung: 12. Platz
Barren: 50. Platz
Reck: 31. Platz
Ringe: 37. Platz
Seitpferd: 33. Platz
Mannschaftsmehrkampf: Bronze

- Zoltán Kelemen
Einzelmehrkampf: 33. Platz
Boden: 36. Platz
Pferdsprung: 51. Platz
Barren: 50. Platz
Reck: 31. Platz
Ringe: 27. Platz
Seitpferd: 19. Platz
Mannschaftsmehrkampf: Bronze

Frauen
- Erika Flander
Einzelmehrkampf: 13. Platz
Boden: 15. Platz
Pferdsprung: 16. Platz
Stufenbarren: 31. Platz
Schwebebalken: 24. Platz
Mannschaftsmehrkampf: 5. Platz

- Márta Egervári
Einzelmehrkampf: 14. Platz
Boden: 38. Platz
Pferdsprung: 16. Platz
Stufenbarren: 7. Platz
Schwebebalken: 41. Platz
Mannschaftsmehrkampf: 5. Platz

- Erika Csányi
Einzelmehrkampf: 17. Platz
Boden: 13. Platz
Pferdsprung: 23. Platz
Stufenbarren: 9. Platz
Schwebebalken: 31. Platz
Mannschaftsmehrkampf: 5. Platz

- Éva Óvári
Einzelmehrkampf: 29. Platz
Boden: 35. Platz
Pferdsprung: 35. Platz
Stufenbarren: 17. Platz
Schwebebalken: 25. Platz
Mannschaftsmehrkampf: 5. Platz

- Lenke Almási
Einzelmehrkampf: 29. Platz
Boden: 28. Platz
Pferdsprung: 34. Platz
Stufenbarren: 25. Platz
Schwebebalken: 33. Platz
Mannschaftsmehrkampf: 5. Platz

- Erzsébet Hanti
Einzelmehrkampf: 36. Platz
Boden: 40. Platz
Pferdsprung: 30. Platz
Stufenbarren: 31. Platz
Schwebebalken: 35. Platz
Mannschaftsmehrkampf: 5. Platz

### Volleyball
Frauen
- 4. Platz
Ágnes Torma
Emőke Énekes-Szegedi
Juliana Szalonna
Emerencia Siry-Király
Éva Sebők-Szalay
Erzsébet Pálinkás-Varga
Gabriella Lengyel
Bernadett Kőszegi
Ágnes Juhász-Balajcza
Gyöngyi Bardi-Gerevich
Gabriella Csapó-Fekete
Lucia Bánhegyi-Radó

### Wasserball
- Bronze 
Gábor Csapó
Tamás Faragó
György Gerendás
Károly Hauszler
György Horkai
István Kiss
László Kuncz
Endre Molnár
Attila Sudár
István Szívós
István Udvardi

### Wasserspringen
- Károly Némedi
3 m Kunstspringen: 17. Platz
10 m Turmspringen: 14. Platz

- Ildikó Kelemen-Kovács
3 m Kunstspringen: 12. Platz
10 m Turmspringen: 8. Platz